# Pan Pan
Pan Pan, còn có tên gọi khác là vương quốc Tambralinga, Bàn Bàn là một vương quốc cổ của người Mã Lai cổ, hình thành và tồn tại từ thế kỷ 3 đến khoảng thế kỷ 6 tại khu vực ngày nay là bang Terengganu, nằm ở bờ phía đông của bán đảo Mã Lai

## Hình thành và phát triển
Theo các tấm bia cổ được phát hiện tại bán đảo và các biên niên sử Mã Lai cùng như thư tịch cổ Trung Hoa, cho biết vương quốc này được hình thành từ khoảng thế kỷ 3 và tồn tại đến thế kỷ 6. Pan Pan có mối quan hệ với Phù Nam từ rất sớm, thậm chí có một thời kỳ là chư hầu của Phù Nam. Mối quan hệ với Trung Quốc muộn hơn vào khoảng thế kỷ 5, Mã Đoan Lâm, một sứ thần Trung Hoa đến đây ghi lại:
Dân chúng chủ yếu ở vùng ven bờ biển. Những man dân này không biết xây tường thành phòng vệ mà chỉ dựng lên những hàng rào chắn. Nhà vua nằm ngả trên một chiếc giường thiếp vàng có hình rồng. Các quan lớn cận thần quỳ gối trước mặt vua, lưng thẳng, cánh tay bắt chéo, bàn tay để trên vai. Trong triều, người ta thấy rất nhiều quý tộc Bà La Môn đến từ Ấn Độ để hưởng lợi từ lòng hào hiệp và rất nhiều ân sủng của nhà vua. Ở xứ này có mười tu viện, các tăng ni nam nữ nghiên cứu kinh phật, ăn thịt nhưng không uống rượu. Cũng có một đạo quán của Lão giáo. Những giáo luật của đạo sĩ này rất khắt khe, họ kiêng cữ cả thịt lẫn rượu...
Nếu so sánh với ghi chép về vương quốc Langkasuka láng giềng phía bắc tồn tại cùng thời, thì có lẽ Pan Pan chỉ là một tiểu quốc nhỏ và kém phát triển hơn so với Langkasuka

## Kết thúc
Không có tài liệu nói về sự chấm dứt của vương triều một cách rõ ràng, tuy nhiên căn cứ qua những biên niên sử Mã Lai và Java có nói tới cuộc chính phạt của vương quốc Srivijaya vào thế kỷ 8 và thu phục các tiểu quốc từng tồn tại trước đó. Tuy nhiên cũng có những tài liệu sau này xác minh rằng, vương quốc Pan Pan tự suy yếu dần và tan rã trước khi nó trở thành một bộ phận của đế chế Srivijaya hình thành từ thế kỷ 7